# Алфер
Алфе́р (от лат. Aluminium + Ferrum) — магнитострикционный сплав алюминия (12,5—13,8 %) и железа (86,2—87,5 %).

## Общие сведения
Сплав был разработан в 1939 году японскими исследователями Х. Масумото и Хидео Сайто (англ. H. Masumoto и Hideo Saito). Во время Второй мировой войны применялся для замены дефицитного никеля в магнитострикционных преобразователях гидролокаторов.
Алфер является магнитомягким материалом, имеющим высокую магнитную проницаемость. Дешевизна и доступность компонентов сплава, его увеличенные, по сравнению с никелем, магнитострикционные свойства и большое удельное сопротивление, позволяющее значительно снизить потери на вихревые токи, стали основой практического использования.

## Производство
Алфер производится методом спекания. Конечной формой сплава, используемого для создания магнитострикционных преобразователей, являются листы толщиной 0,5 мм. Иногда методом прокатки из них производят ленту толщиной до 50—60 мкм.

## Применение
Алфер используется для создания сердечников электроакустических (магнитострикционных) преобразователей, нашедших основное применение в гидроакустике. Определённым сдерживающим моментом в практическом применении этого материала является хрупкость, существенно затрудняющая механическую обработку, и низкая коррозионная стойкость из-за наличия алюминия.